# Creatonotos confluens
Creatonotos confluens là một loài bướm đêm thuộc phân họ Arctiinae, họ Erebidae.